# FREE (ERIKA)
《FREE》是日本歌手澤尻英龍華以ERIKA之名所發行的單曲，於2007年7月4日由Sony Music發行。發行首日及首週均登上日本Oricon公信榜單曲冠軍。

## 概述
澤尻英龍華繼首張單曲《太陽之歌》以她在太陽之歌中所演出的角色「雨音薰」之名發行，創下日本公信榜女演員首張單曲首週銷售紀錄（150,056張）及名列公信榜2006年十大單曲後，此次改以「與澤尻英龍華同年同月同日生，長相酷似澤尻英龍華的法國女子」ERIKA之名發行本張單曲。在與同日發行單曲的絢香的激烈競爭下，仍奪下發行首週冠軍，成為繼藥師丸博子後第二位出道後連續兩張單曲發行首週奪下公信榜冠軍的非團體單飛女歌手。
本張單曲分為初回限定版及普通版，初回限定版附有DVD，收錄主打曲MV，兩種版本除DVD及封面外，內容均相同。

## 曲目
- CD

1. FREE
  - 速霸陸「Stella+R2」廣告主題曲（澤尻英龍華代言）
  - 作詞： / ERIKA
  - 作曲：COZZi
2. FANTASY
  - 作詞：安原兵衛／ERIKA
  - 作曲：安原兵衛
3. Time to go home
  - 作詞：KENN KATO　
  - 作曲：COZZi
4. FREE (instrumental)

- DVD（初回限定版）

1. FREE Video Clip

## 排行榜

### 日本Oricon公信榜
| 週一 | 週二 | 週三 | 週四 | 週五 | 週六 | 週日 | 週排名 | 銷售數量 |
| ---- | ---- | ---- | ---- | ---- | ---- | ---- | ------ | -------- |
| -    | 1    | 1    | 1    | 1    | 1    | 3    | 1      | 50,287   |
| 2    | 2    | 6    | 5    | 4    | 4    | 1    | x      | xx,xxx   |
| x    | x    | x    | x    | x    | x    | x    | x      | xx,xxx   |

## 外部連結
- （日語）ERIKA官方網站
- （日語）Oricon公信榜（页面存档备份，存于）